# Stegella lobata
Stegella lobata är en nässeldjursart som först beskrevs av Ernst Vanhöffen 1910.  Stegella lobata ingår i släktet Stegella och familjen Campanulinidae. Inga underarter finns listade i Catalogue of Life.